# Steinsdorf
Steinsdorf is een ortsteil van de Duitse stad Weida in Thüringen. Tot 31 december 2013 was Steinsdorf met de ortsteile Loitsch, Schüptitz en Gräfenbrück een zelfstandige gemeente in de Landkreis Greiz.

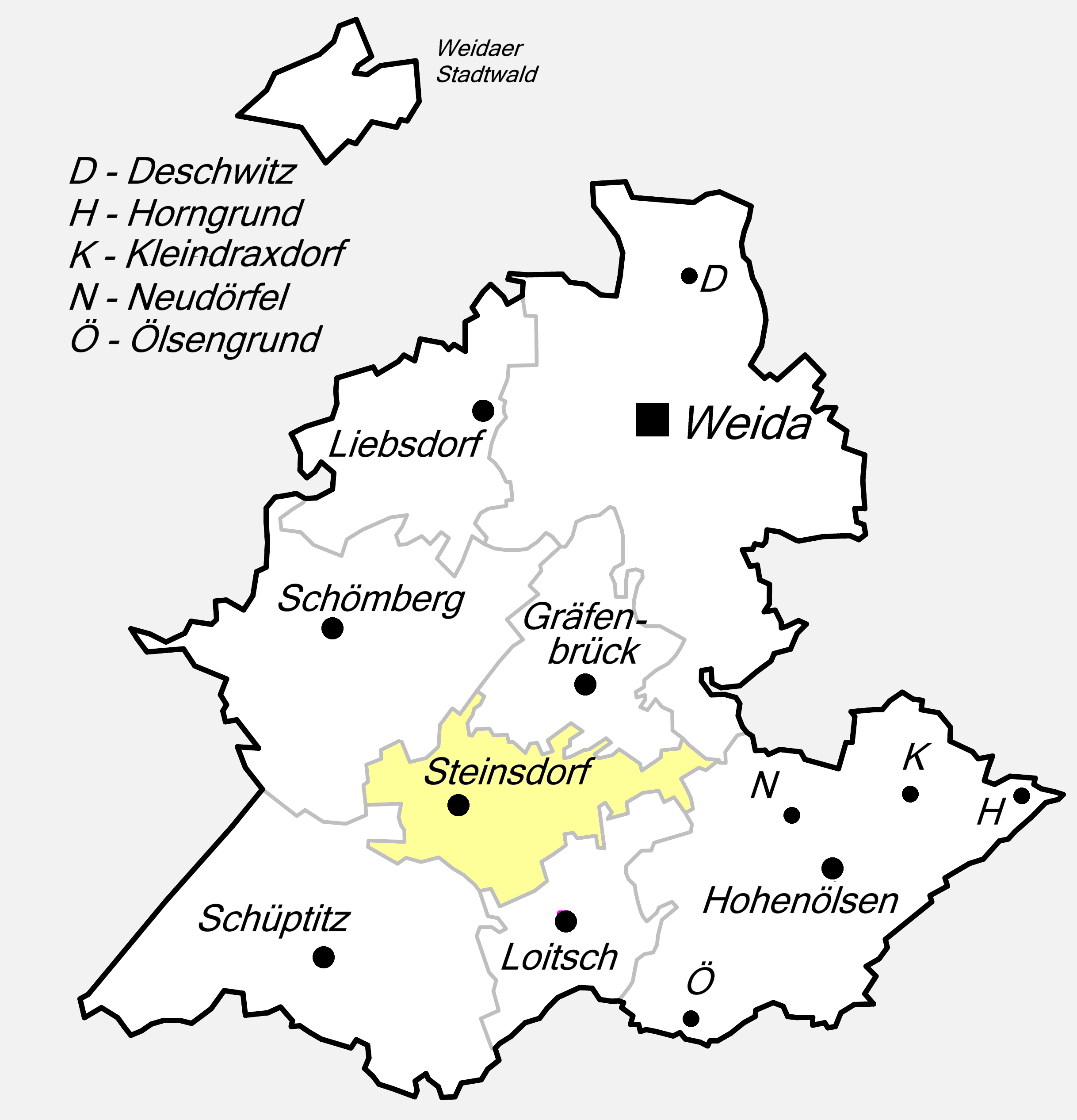
Steinsdorf in Weida